# Cratichneumon amamioshimensis
Cratichneumon amamioshimensis là một loài tò vò trong họ Ichneumonidae.